# Roy Makaay
Rudolphus Anton Makaay – detto Roy – (Wijchen, 9 marzo 1975) è un allenatore di calcio ed ex calciatore olandese, di ruolo attaccante, tecnico delle formazioni giovanili del Bayern Monaco.
Soprannominato Das Phantom (il fantasma) e, durante l'esperienza spagnola al Deportivo, talvolta anche il Pistolero, ha militato, appunto, nel Deportivo La Coruña, nel Bayern Monaco e ha concluso la sua carriera nel Feyenoord. Con la nazionale olandese ha disputato 43 gare mettendo a referto 6 reti.

## Caratteristiche tecniche

### Giocatore
Prima punta potente ma al contempo abile palla al piede, dotato di un tiro fulminante e di una notevole capacità di inserimento negli spazi.
In Germania ai tempi del Bayern Monaco veniva soprannominato Das Phantom (il fantasma), per la sua peculiare caratteristica di rimanere silente per gran parte della partita, salvo poi segnare molte volte il gol decisivo.

## Carriera

### Giocatore

#### Club

##### Gli esordi e il periodo in Spagna
Scoperto dal Vitesse, in cui esordisce il 4 settembre 1993 nella vittoria della squadra di Arnhem per 2-0 sul MVV, nei quattro anni di permanenza segnerà 42 gol in 109 incontri ufficiali.
Nell'estate del 1997 il Tenerife paga 10 miliardi di lire per portarlo in Spagna. Qui Makaay, che esordisce il 14 settembre dello stesso anno in Compostela-Tenerife (1-2) segnando una rete, rimarrà due stagioni, con il Tenerife che retrocederà. Segnerà 21 reti in 72 presenze.
Dopo la retrocessione è il Deportivo La Coruña a rilevarlo dal Tenerife. Al primo anno di permanenza in Galizia (esordisce il 22 agosto 1999 in Deportivo-Alavés 4-1, con tre reti) segna 22 gol e trascina la sua squadra alla conquista del suo primo e unico titolo nazionale (2000). Nelle due stagioni seguenti è perseguitato dagli infortuni anche se riesce a segnare 28 gol; nella stagione 2002-2003 andrà a rete 29 volte, conquistando il titolo di Pichichi (capocannoniere della Liga) e la Scarpa d'oro come miglior cannoniere d'Europa. Con il Deportivo vince una Liga spagnola, una Coppa del Re, due Supercoppe di Spagna e un titolo di capocannoniere.

##### Bayern Monaco

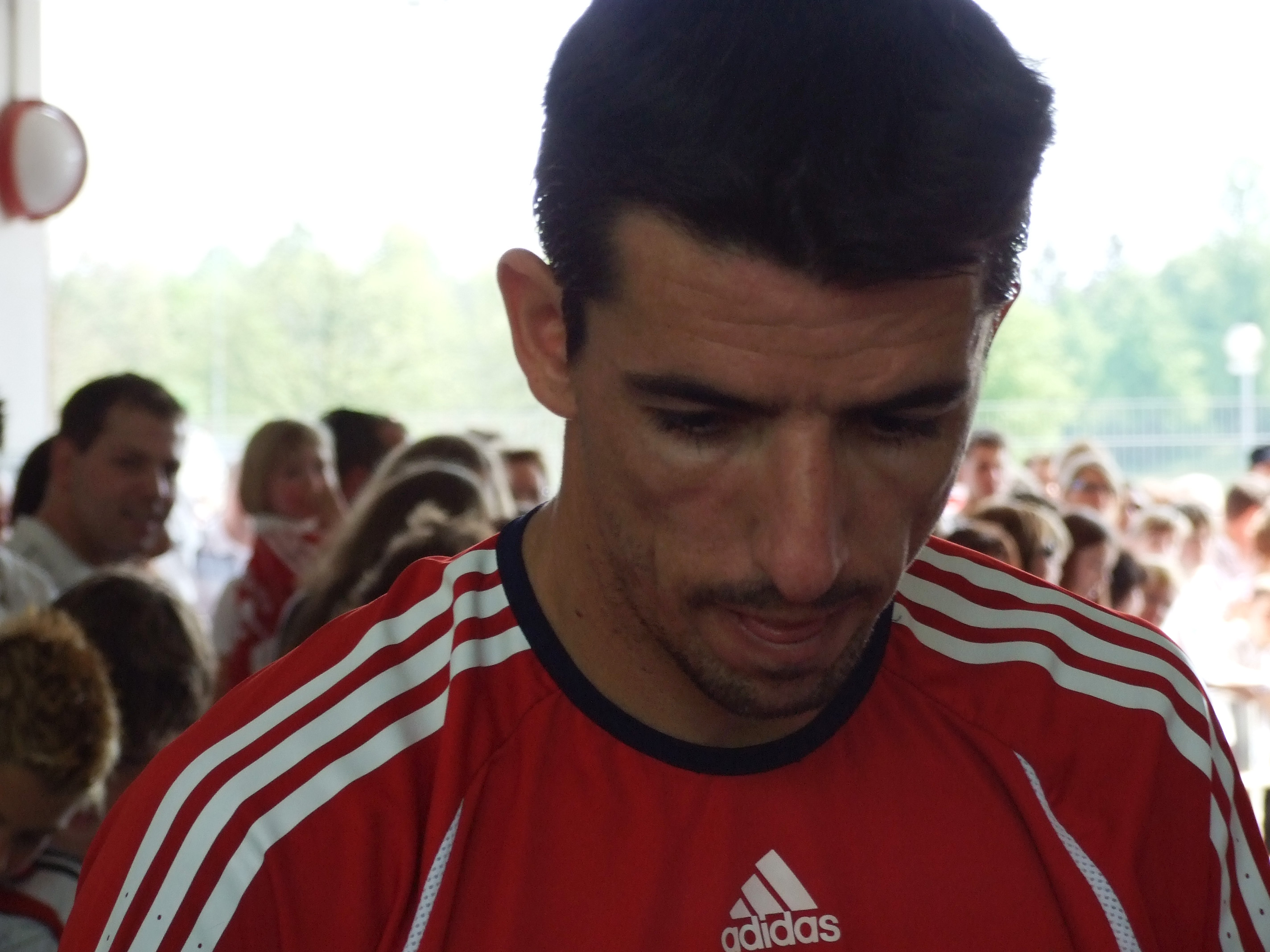
Roy Makaay, 2007

Passato al Bayern Monaco per 21 milioni di euro, Makaay segna 62 reti nelle sue prime tre stagioni (esordio il 16 agosto 2003 in Bayern Monaco-Bochum 2-0) e aiutando il Bayern a conquistare due campionati di Bundesliga, due Coppe di Germania e una Coppa di Lega tedesca.
Nel corso della partita Bayern Monaco-Real Madrid di Champions League del 7 marzo 2007, terminata poi con il punteggio di 2-1 in favore dei padroni di casa, Makaay mette a segno il gol più veloce della storia della competizione europea, realizzando dopo 10,2 secondi di gioco e aiutando così la propria squadra a superare il turno.

##### Ritorno in patria
Nel 2007 torna nei Paesi Bassi al Feyenoord. Dopo 83 presenze e 36 gol e una KNVB beker, il 26 aprile 2010 annuncia il proprio ritiro a fine stagione dopo una lunga riflessione.

#### Nazionale
È già presente nella Under-21 olandese, dove gioca 31 volte (record con Arnold Bruggink). Esordisce il 5 ottobre 1997 in una gara contro il Galles (3-1 per l'Olanda).
In 43 presenze con la nazionale maggiore segnerà 6 volte, partecipando al campionato d'Europa 2000 e al campionato d'Europa 2004.
Marco van Basten, commissario tecnico dopo Euro 2004, progressivamente lo accantona dal giro della nazionale: l'ultima presenza per Makaay risale infatti al 2005. Chiude di fatto con l'amichevole contro la Germania, conclusasi sull'1-1 nell'agosto di quell'anno.

#### Dopo il ritiro
Dal 1º luglio 2010 al 30 giugno 2011 è osservatore del Feyenoord. Dal luglio 2011 allena nelle giovanili. Fino al 30 ottobre 2019 è anche allenatore degli attaccanti della prima squadra venendo rimosso dall'incarico con l'arrivo di Dick Advocaat.

## Statistiche
Tra club, nazionale maggiore e nazionali giovanili, Makaay ha giocato 710 partite segnando 335 reti, alla media di 0,47 gol a partita.
Statistiche aggiornate al termine della carriera da calciatore.

### Presenze e reti nei club
| Stagione                   | Squadra                    | Campionato                 | Campionato | Campionato | Coppa nazionale | Coppa nazionale | Coppa nazionale | Coppe europee | Coppe europee | Coppe europee | Altre coppe | Altre coppe | Altre coppe | Totale | Totale |
| Stagione                   | Squadra                    | Comp                       | Pres       | Reti       | Comp            | Pres            | Reti            | Comp          | Pres          | Reti          | Comp        | Pres        | Reti        | Pres   | Reti   |
| -------------------------- | -------------------------- | -------------------------- | ---------- | ---------- | --------------- | --------------- | --------------- | ------------- | ------------- | ------------- | ----------- | ----------- | ----------- | ------ | ------ |
| 1993-1994                  | Vitesse                    | ED                         | 10         | 1          | CO              | -               | -               | -             | -             | -             | -           | -           | -           | 10     | 1      |
| 1994-1995                  | Vitesse                    | ED                         | 34         | 11         | CO              | -               | -               | -             | -             | -             | -           | -           | -           | 34     | 11     |
| 1995-1996                  | Vitesse                    | ED                         | 31         | 11         | CO              | -               | -               | -             | -             | -             | -           | -           | -           | 31     | 11     |
| 1996-1997                  | Vitesse                    | ED                         | 34         | 19         | CO              | 5               | 3               | -             | -             | -             | -           | -           | -           | 39     | 22     |
| Totale Vitesse             | Totale Vitesse             | Totale Vitesse             | 109        | 42         |                 | 5               | 3               |               | -             | -             |             | -           | -           | 114    | 45     |
| 1997-1998                  | Tenerife                   | PD                         | 36         | 7          | CR              | -               | -               | -             | -             | -             | -           | -           | -           | 36     | 7      |
| 1998-1999                  | Tenerife                   | PD                         | 36         | 14         | CR              | -               | -               | -             | -             | -             | -           | -           | -           | 36     | 14     |
| Totale Tenerife            | Totale Tenerife            | Totale Tenerife            | 72         | 21         |                 | -               | -               |               | -             | -             |             | -           | -           | 72     | 21     |
| 1999-2000                  | Deportivo La Coruña        | PD                         | 36         | 22         | CR              | 2               | 1               | CU            | 3             | 3             | -           | -           | -           | 41     | 26     |
| 2000-2001                  | Deportivo La Coruña        | PD                         | 29         | 16         | CR              | -               | -               | UCL           | 6             | 1             | -           | -           | -           | 35     | 17     |
| 2001-2002                  | Deportivo La Coruña        | PD                         | 30         | 12         | CR              | 2               | 1               | UCL           | 9             | 1             | -           | -           | -           | 41     | 14     |
| 2002-2003                  | Deportivo La Coruña        | PD                         | 38         | 29         | CR              | 5               | 1               | UCL           | 11            | 9             | -           | -           | -           | 54     | 39     |
| Totale Deportivo La Coruña | Totale Deportivo La Coruña | Totale Deportivo La Coruña | 133        | 79         |                 | 9               | 3               |               | 29            | 14            |             | -           | -           | 171    | 96     |
| 2003-2004                  | Bayern Monaco              | BL                         | 32         | 23         | CG              | 4               | 2               | UCL           | 8             | 6             | -           | -           | -           | 44     | 31     |
| 2004-2005                  | Bayern Monaco              | BL                         | 33         | 22         | CG              | 5               | 5               | UCL           | 8             | 7             | -           | -           | -           | 46     | 34     |
| 2005-2006                  | Bayern Monaco              | BL                         | 31         | 17         | CG              | 5               | 0               | UCL           | 8             | 2             | -           | -           | -           | 44     | 19     |
| 2006-2007                  | Bayern Monaco              | BL                         | 33         | 16         | CG              | 3               | 0               | UCL           | 8             | 2             | -           | -           | -           | 44     | 18     |
| Totale Bayern Monaco       | Totale Bayern Monaco       | Totale Bayern Monaco       | 129        | 78         |                 | 17              | 7               |               | 32            | 17            |             | -           | -           | 178    | 102    |
| 2007-2008                  | Feyenoord                  | ED                         | 28         | 13         | CO              | 5               | 7               | -             | -             | -             | -           | -           | -           | 33     | 20     |
| 2008-2009                  | Feyenoord                  | ED                         | 31         | 16         | CO              | 3               | 4               | CU            | 6             | 0             | -           | -           | -           | 40     | 20     |
| 2009-2010                  | Feyenoord                  | ED                         | 24         | 7          | CO              | 4               | 3               | -             | -             | -             | -           | -           | -           | 28     | 10     |
| Totale Feyenoord           | Totale Feyenoord           | Totale Feyenoord           | 83         | 36         |                 | 12              | 14              |               | 6             | 0             |             | -           | -           | 101    | 50     |
| Totale Carriera            | Totale Carriera            | Totale Carriera            | 526        | 256        |                 | 43              | 27              |               | 67            | 31            |             | -           | -           | 636    | 314    |

### Cronologia presenze e reti in nazionale
| Cronologia completa delle presenze e delle reti in nazionale ― Paesi Bassi | Cronologia completa delle presenze e delle reti in nazionale ― Paesi Bassi | Cronologia completa delle presenze e delle reti in nazionale ― Paesi Bassi | Cronologia completa delle presenze e delle reti in nazionale ― Paesi Bassi | Cronologia completa delle presenze e delle reti in nazionale ― Paesi Bassi | Cronologia completa delle presenze e delle reti in nazionale ― Paesi Bassi | Cronologia completa delle presenze e delle reti in nazionale ― Paesi Bassi | Cronologia completa delle presenze e delle reti in nazionale ― Paesi Bassi |
| Data                                                                       | Città                                                                      | In casa                                                                    | Risultato                                                                  | Ospiti                                                                     | Competizione                                                               | Reti                                                                       | Note                                                                       |
| -------------------------------------------------------------------------- | -------------------------------------------------------------------------- | -------------------------------------------------------------------------- | -------------------------------------------------------------------------- | -------------------------------------------------------------------------- | -------------------------------------------------------------------------- | -------------------------------------------------------------------------- | -------------------------------------------------------------------------- |
| 5-10-1996                                                                  | Cardiff                                                                    | Galles                                                                     | 1 – 3                                                                      | Paesi Bassi                                                                | Qual. Mondiali 1998                                                        | -                                                                          |                                                                            |
| 4-6-1997                                                                   | Johannesburg                                                               | Sudafrica                                                                  | 0 – 2                                                                      | Paesi Bassi                                                                | Amichevole                                                                 | -                                                                          |                                                                            |
| 3-2-2000                                                                   | Amsterdam                                                                  | Paesi Bassi                                                                | 2 – 1                                                                      | Germania                                                                   | Amichevole                                                                 | -                                                                          |                                                                            |
| 29-3-2000                                                                  | Bruxelles                                                                  | Belgio                                                                     | 2 – 2                                                                      | Paesi Bassi                                                                | Amichevole                                                                 | -                                                                          |                                                                            |
| 26-4-2000                                                                  | Arnhem                                                                     | Paesi Bassi                                                                | 0 – 0                                                                      | Scozia                                                                     | Amichevole                                                                 | -                                                                          |                                                                            |
| 27-5-2000                                                                  | Amsterdam                                                                  | Paesi Bassi                                                                | 2 – 1                                                                      | Romania                                                                    | Amichevole                                                                 | -                                                                          |                                                                            |
| 21-6-2000                                                                  | Amsterdam                                                                  | Paesi Bassi                                                                | 3 – 2                                                                      | Francia                                                                    | Euro 2000 - 1º turno                                                       | -                                                                          |                                                                            |
| 25-6-2000                                                                  | Rotterdam                                                                  | Paesi Bassi                                                                | 6 – 1                                                                      | Jugoslavia                                                                 | Euro 2000 - Quarti di finale                                               | -                                                                          |                                                                            |
| 15-11-2000                                                                 | Siviglia                                                                   | Spagna                                                                     | 1 – 2                                                                      | Paesi Bassi                                                                | Amichevole                                                                 | -                                                                          |                                                                            |
| 28-2-2001                                                                  | Amsterdam                                                                  | Paesi Bassi                                                                | 0 – 0                                                                      | Turchia                                                                    | Amichevole                                                                 | -                                                                          |                                                                            |
| 28-3-2001                                                                  | Porto                                                                      | Portogallo                                                                 | 2 – 2                                                                      | Paesi Bassi                                                                | Qual. Mondiali 2002                                                        | -                                                                          |                                                                            |
| 2-6-2001                                                                   | Tallinn                                                                    | Estonia                                                                    | 2 – 4                                                                      | Paesi Bassi                                                                | Qual. Mondiali 2002                                                        | -                                                                          |                                                                            |
| 15-8-2001                                                                  | Londra                                                                     | Inghilterra                                                                | 0 – 2                                                                      | Paesi Bassi                                                                | Amichevole                                                                 | -                                                                          |                                                                            |
| 5-9-2001                                                                   | Eindhoven                                                                  | Paesi Bassi                                                                | 5 – 0                                                                      | Estonia                                                                    | Qual. Mondiali 2002                                                        | -                                                                          |                                                                            |
| 10-11-2001                                                                 | Copenaghen                                                                 | Danimarca                                                                  | 1 – 1                                                                      | Paesi Bassi                                                                | Amichevole                                                                 | -                                                                          |                                                                            |
| 13-2-2002                                                                  | Amsterdam                                                                  | Paesi Bassi                                                                | 1 – 1                                                                      | Inghilterra                                                                | Amichevole                                                                 | -                                                                          |                                                                            |
| 27-3-2002                                                                  | Rotterdam                                                                  | Paesi Bassi                                                                | 1 – 0                                                                      | Spagna                                                                     | Amichevole                                                                 | -                                                                          |                                                                            |
| 19-5-2002                                                                  | Boston                                                                     | Stati Uniti                                                                | 0 – 2                                                                      | Paesi Bassi                                                                | Amichevole                                                                 | 1                                                                          |                                                                            |
| 16-10-2002                                                                 | Vienna                                                                     | Austria                                                                    | 0 – 3                                                                      | Paesi Bassi                                                                | Qual. Euro 2004                                                            | 1                                                                          |                                                                            |
| 20-11-2002                                                                 | Gelsenkirchen                                                              | Germania                                                                   | 1 – 3                                                                      | Paesi Bassi                                                                | Amichevole                                                                 | -                                                                          |                                                                            |
| 12-2-2003                                                                  | Amsterdam                                                                  | Paesi Bassi                                                                | 1 – 0                                                                      | Argentina                                                                  | Amichevole                                                                 | -                                                                          |                                                                            |
| 29-3-2003                                                                  | Rotterdam                                                                  | Paesi Bassi                                                                | 1 – 1                                                                      | Rep. Ceca                                                                  | Qual. Euro 2004                                                            | -                                                                          |                                                                            |
| 30-4-2003                                                                  | Eindhoven                                                                  | Paesi Bassi                                                                | 1 – 1                                                                      | Portogallo                                                                 | Amichevole                                                                 | -                                                                          |                                                                            |
| 20-8-2003                                                                  | Bruxelles                                                                  | Belgio                                                                     | 1 – 1                                                                      | Paesi Bassi                                                                | Amichevole                                                                 | 1                                                                          |                                                                            |
| 11-10-2003                                                                 | Eindhoven                                                                  | Paesi Bassi                                                                | 5 – 0                                                                      | Moldavia                                                                   | Qual. Euro 2004                                                            | -                                                                          |                                                                            |
| 15-11-2003                                                                 | Glasgow                                                                    | Scozia                                                                     | 1 – 0                                                                      | Paesi Bassi                                                                | Qual. Euro 2004                                                            | -                                                                          |                                                                            |
| 18-2-2004                                                                  | Amsterdam                                                                  | Paesi Bassi                                                                | 1 – 0                                                                      | Stati Uniti                                                                | Amichevole                                                                 | -                                                                          |                                                                            |
| 31-3-2004                                                                  | Rotterdam                                                                  | Paesi Bassi                                                                | 0 – 0                                                                      | Francia                                                                    | Amichevole                                                                 | -                                                                          |                                                                            |
| 28-4-2004                                                                  | Eindhoven                                                                  | Paesi Bassi                                                                | 4 – 0                                                                      | Grecia                                                                     | Amichevole                                                                 | 1                                                                          |                                                                            |
| 29-5-2004                                                                  | Eindhoven                                                                  | Paesi Bassi                                                                | 0 – 1                                                                      | Belgio                                                                     | Amichevole                                                                 | -                                                                          |                                                                            |
| 1-6-2004                                                                   | Losanna                                                                    | Paesi Bassi                                                                | 3 – 0                                                                      | Fær Øer                                                                    | Amichevole                                                                 | 1                                                                          |                                                                            |
| 5-6-2004                                                                   | Amsterdam                                                                  | Paesi Bassi                                                                | 0 – 1                                                                      | Irlanda                                                                    | Amichevole                                                                 | -                                                                          |                                                                            |
| 23-6-2004                                                                  | Braga                                                                      | Paesi Bassi                                                                | 3 – 0                                                                      | Lettonia                                                                   | Euro 2004 - 1º turno                                                       | 1                                                                          |                                                                            |
| 26-6-2004                                                                  | Faro                                                                       | Paesi Bassi                                                                | 0 – 0                                                                      | Svezia                                                                     | Euro 2004 - Quarti di finale                                               | -                                                                          |                                                                            |
| 30-6-2004                                                                  | Lisbona                                                                    | Portogallo                                                                 | 2 – 1                                                                      | Paesi Bassi                                                                | Euro 2004 - Semifinali                                                     | -                                                                          |                                                                            |
| 18-8-2004                                                                  | Stoccolma                                                                  | Svezia                                                                     | 2 – 2                                                                      | Paesi Bassi                                                                | Amichevole                                                                 | -                                                                          |                                                                            |
| 3-9-2004                                                                   | Utrecht                                                                    | Paesi Bassi                                                                | 3 – 0                                                                      | Liechtenstein                                                              | Amichevole                                                                 | -                                                                          |                                                                            |
| 8-9-2004                                                                   | Amsterdam                                                                  | Paesi Bassi                                                                | 2 – 0                                                                      | Rep. Ceca                                                                  | Qual. Mondiali 2006                                                        | -                                                                          |                                                                            |
| 9-10-2004                                                                  | Skopje                                                                     | Macedonia                                                                  | 2 – 2                                                                      | Paesi Bassi                                                                | Qual. Mondiali 2006                                                        | -                                                                          |                                                                            |
| 13-10-2004                                                                 | Amsterdam                                                                  | Paesi Bassi                                                                | 3 – 1                                                                      | Finlandia                                                                  | Qual. Mondiali 2006                                                        | -                                                                          |                                                                            |
| 17-11-2004                                                                 | Barcellona                                                                 | Andorra                                                                    | 0 – 3                                                                      | Paesi Bassi                                                                | Qual. Mondiali 2006                                                        | -                                                                          |                                                                            |
| 9-2-2005                                                                   | Birmingham                                                                 | Inghilterra                                                                | 0 – 0                                                                      | Paesi Bassi                                                                | Amichevole                                                                 | -                                                                          |                                                                            |
| 17-8-2005                                                                  | Rotterdam                                                                  | Paesi Bassi                                                                | 1 – 1                                                                      | Germania                                                                   | Amichevole                                                                 | -                                                                          |                                                                            |
| Totale                                                                     |                                                                            | Presenze                                                                   | 43                                                                         |                                                                            | Reti                                                                       | 6                                                                          |                                                                            |

## Palmarès

### Club
- Campionato spagnolo: 1

Deportivo La Coruña: 1999-2000
- Supercoppa di Spagna: 2

Deportivo La Coruña: 2000, 2002
- Coppa di Spagna: 1

Deportivo La Coruña: 2001-2002
- Coppa di Lega tedesca: 1

Bayern Monaco: 2004
- Campionato tedesco: 2

Bayern Monaco: 2004-2005, 2005-2006
- Coppa di Germania: 2

Bayern Monaco: 2004-2005, 2005-2006
- Coppa dei Paesi Bassi: 1

Feyenoord: 2007-2008

### Individuale
- Pichichi: 1

2002-2003
- Scarpa d'oro: 1

2003